# STRaND-1
Lo STRaND-1 (Surrey Training, Research and Nanosatellite Demonstrator 1) è un CubeSat di dimensioni "3U" sviluppato dal Surrey Space Centre (SSC) dell'Università del Surrey e dalla Surrey Satellite Technology Ltd (SSTL). Il nanosatellite è stato lanciato con un razzo PSLV il 25 febbraio 2013, diventando il primo satellite Phonesat lanciato nello spazio dall'India.

## Funzionamento
STRaND-1 era gestito da due computer: il primo era un classico computer CubeSat, il secondo uno smartphone Google Nexus One con sistema operativo Android.
Lo smartphone avrebbe dovuto fornire telecamere, accelerometri e processori informatici ad alte prestazioni, ovvero quasi tutto tranne i pannelli solari e la propulsione. Durante la prima fase della missione, lo STRaND-1, doveva utilizzare una serie di applicazioni sperimentali per la raccolta dati, mentre un nuovo computer CubeSat ad alta velocità basato su Linux sviluppato da SSC si sarebbe occupato di governare il satellite. Durante la seconda fase della missione, il team STRaND intendeva passare il controllo completo del satellite allo smartphone, testando così le capacità di una serie di componenti standard per smartphone in un ambiente spaziale.
Nell'agosto 2011 fu indetto un concorso pubblico per creare "applicazioni spaziali" da eseguire sul telefono. Tra le proposte vincitrici vi furono un'applicazione per la misurazione del campo magnetico, un'applicazione di telemetria satellitare, un'applicazione di telerilevamento chiamata 360 App e un'applicazione che avrebbe permesso agli utenti di vedere persone che urlano nello spazio. Tuttavia, lo smartphone a bordo di STRaND-1 non fu mai utilizzato per controllare il satellite poiché si spense inaspettatamente nel marzo 2013 (la fase due non era ancora iniziata). Il 23 luglio 2013, dopo quasi quattro mesi di silenzio, Mike Rupprecht ricevette alcuni segnali dal STRaND-1.